# The Sacrament of Sin
Albums de Powerwolf
Blessed and Possessed
(2015) Call of the Wild
(2021)
The Sacrament of Sin est le septième album studio du groupe allemand de power metal Powerwolf, publié le 20 juillet 2018 par Napalm Records. Le groupe a écrit et composé l'album en 2017 et a commencé à l'enregistrer en 2018 au Fascination Street Studios à Örebro, en Suède.
La réalisation de l'album a été grandement influencée par le changement de producteur du groupe, passant de Fredrik Nordström à Jens Bogren (en).
L'album a reçu des critiques très positives de la presse ainsi que des fans. Le fait que le groupe ait cherché à se réinventer étant un commentaire récurrent des journalistes.

## Contexte
Le groupe a commencé à travailler sur cet album durant leur tournée européenne de 2017. Cet album est issu d'une forte inspiration de leurs albums Metallum Nostrum (en) et Blessed and Possessed. Le groupe a souhaité profiter de cet album pour se réinventer, notamment en introduisant des instruments qu'ils n'avaient encore jamais utilisé tels que la cornemuse, ou la flûte ; et en offrant une place beaucoup plus importante à l'orgue.
Pour la réalisation de ce nouvel opus, Powerwolf a changé de producteur en passant de Fredrik Nordström à Jens Bogren. Selon le claviériste du groupe, Falk Maria Schlegel (en), les chansons de cet album « respirent plus » du fait que les parties des nouveaux instruments soient enregistrées séparément dans des studios isolés.

## Composition
L'album s'ouvre sur « Fire & Forgive » qui traite du pardon, puis « Demons Are a Girl's Best Friend » qui parle du péché. Si le style de ces deux premières chansons évoque les précédents albums du groupe, la troisième, « Killers with the Cross » est plus épique, à l'image du groupe Sabaton. Cette chanson évoque la chasse aux vampires. La chanson suivante, « Incense & Iron » est la première du groupe à utiliser des cornemuses. Le texte de cette dernière évoque les Croisades. La cinquième chanson « Where the Wild Wolves Have Gone » est la  première ballade du groupe. Les chœurs sont accompagnés d'ensembles orchestraux tandis que les strophes individuelles sont assorties d'un piano La première moitié de l'album s'achève sur la chanson « Stossgebet » (que l'on peut traduire par « Prière courte » en français) et qui est la deuxième chanson chantée en allemand du groupe. Le travail de Bogren ressort dans ce titre, notamment au travers de la combinaison de cordes et d'orgues.
La seconde moitié de cet album s'ouvre sur la chanson « Nightside of Siberia » dont la partie guitare évoque le groupe suédois Amon Amarth. La huitième chanson « The Sacrament of Sin » est composée dans le style typique de Powerwolf, à l'image de « Fire & Forgive ». Dans la neuvième de l'album, « Venom of Venus » la voix d'Attila Dorn's alterne entre des passages très rapides et d'autres très lents. « Nighttime Rebel », la dixième chanson de l'album met en avant les guitares. Dans la plupart des autres albums de Powerwolf, la dernière chanson est plus lente et plus longue que la moyenne de l'album, mais dans The Sacrament of Sin, le groupe a exceptionnellement opté pour une piste finale plus courte et plus rapide : « Fist by Fist ».

## Édition
The Sacrament of Sin a été publié le 20 juillet 2018 par Napalm Records. En plus de l'édition de base contenant un CD avec les chansons de l'album, une version étendue a été publiée dans l'album Communio Lapatum dans lequel les chansons Powerwolf sont retravaillées par divers autres groupes de métal. Les deux albums sont également sortis dans l'édition limitée « Priest Edition » contenant, en plus des versions orchestrales des chansons, divers cadeaux tels une croix ou un foulard à l'effigie du groupe. Dans les commandes effectuées via Napalm Records, la chanson « Midnight Madonna » a été ajoutée.
L'auteur de la pochette de l'album est la dessinatrice slovaque Zsofia Danková. La couverture représente un loup à capuchon tenant des marionnettes en forme ecclésiastiques et de diable. Selon Greywolf, cela illustre que « le rôle du mal et du bien peut être attribués à des individus, alors que quelque chose de plus grand a le pouvoir de les contrôler ». Après la diffusion de la couverture de l'album, des discussions ont émergé sur Internet concernant une possible allusion à la couverture de The Number of the Beast d'Iron Maiden (1982), dans laquelle la mascotte du groupe Eddie tient le diable comme une marionnette. Selon Danková et Greywolf, cependant, ce n'est qu'une coïncidence.

## Réception et critiques
David Havlena, le rédacteur en chef du magazine tchèque Spark écrit que « The Sacrament of Sin est un album aux multiples facettes » et donne à l'album la note de 4 étoiles sur 5. Son collègue,  Robert Čapek met en évidence la ballade « Where the Wild Wolves Have Gone » qui selon lui offre à l'album une nuance d' « émotions réelles ». Il donne à l'album une demi étoile de plus que David Havlena. La rédaction du journal donne quant à elle la note de 4,3 étoiles à l'album. Le critique Mattie Jensen de Metal Wani donnera à l'album la note de 8,8 sur 10 en disant que cet album est « exactement ce que vous pouvez attendre de Powerwolf, et ce n'est pas du tout une mauvaise chose ».
Le journal Music Waves donne à l'album la note de 4 étoiles sur 5 en commentant « Powerwolf confirme un talent certain pour un heavy speed metal frais et direct teinté d'un sympathique côté horrifique. »
La rédaction du webzine Radio Metal écrit que « Powerwolf fait du Powerwolf. The Sacrament Of Sin ne pourra pas contredire ce constat. L’album est, à bien des égards, dans la lignée de Blessed & Possessed. » mais précise qu'il faut « néanmoins accorder du crédit à Matthew Greywolf. The Sacrament Of Sin, avec des morceaux plus heavy, le recours à des influences folk et surtout cette ballade, offre effectivement plus de variations dans la musique de Powerwolf qu’à l’accoutumée. » Elle conclut en disant que « les Allemands ne sont plus aussi monolithiques vis à vis de leur formule, et on ne peut qu’accueillir positivement les quelques ingrédients rajoutés à leur recette. »
Enfin, le magazine britannique Metal Hammer évoque « des détails fins qui améliorent le son, mais correspondent parfaitement aux particularités du groupe ; n'effrayant pas les anciens fans. » Ils concluent en  écrivant que « le groupe se développe si discrètement, par de petites étapes et des nuances subtiles, qu'il semble que rien n'a changé depuis leur début, et qu'ils nous ont livré un autre grand album.

## Liste des chansons
Toute la musique est composée par Powerwolf.
| No  | Titre                              | Durée |
| --- | ---------------------------------- | ----- |
| 1.  | Fire & Forgive                     | 4:30  |
| 2.  | Demons Are a Girl's Best Friend    | 3:38  |
| 3.  | Killers with the Cross             | 4:09  |
| 4.  | Incense & Iron                     | 3:57  |
| 5.  | Where the WIld Wolves Have Gone    | 4:13  |
| 6.  | Stossgebet                         | 3:53  |
| 7.  | Nightside of Siberia               | 3:53  |
| 8.  | The Sacrament of Sin               | 3:26  |
| 9.  | Venom of Venus                     | 3:28  |
| 10. | Nighttime Rebel                    | 4:03  |
| 11. | Fist by Fist (Sacralize or Strike) | 3:32  |

Prime
| No  | Titre            | Durée |
| --- | ---------------- | ----- |
| 12. | Midnight Madonna | 3:34  |

Communio Lupatum
| No  | Titre                          | Durée |
| --- | ------------------------------ | ----- |
| 1.  | Sacred & Wild                  | 4:47  |
| 2.  | We Drink Your Blood            | 3:40  |
| 3.  | Kiss of the Cobra King         | 4:17  |
| 4.  | Resurrection By Erection       | 3:47  |
| 5.  | Night of the Werewolves        | 5:15  |
| 6.  | The Evil Made Me Do It         | 5:29  |
| 7.  | Let There Be Night             | 4:16  |
| 8.  | Amen & Attack                  | 3:56  |
| 9.  | Army of the Night              | 3:02  |
| 10. | When the Saints Are Going Wild | 3:44  |